# Про Веру и Анфису
«Про Ве́ру и Анфи́су» — советский кукольный мультипликационный фильм, созданный в 1986 году режиссёром Валерием Фоминым, снятый по заказу Гостелерадио СССР на Свердловской киностудии по мотивам повести Э. Успенского.

Первый из трёх фильмов про девочку Веру и её подружку обезьянку Анфису.

## Сюжет
«В одном большом городе жила-была девочка Вера. Её мама работала в бухгалтерии, а папа был грузчиком в порту. С этих слов начинается увлекательная история дружбы Веры и Анфисы».
Обезьянка пришлась по душе домашним, особенно после того как выяснилось, что проблем с питанием быть не должно — она ест не только бананы, а и все остальные продукты. И за именем для обезьянки дело не стало: мудрая бабушка назвала её Анфисой.
В мультфильме поднимаются вопросы естественного воспроизводства в семье («Её папа рад, и её мама рада. Другую сестрёнку рожать им не надо»), принципы использования туалетного горшка («Все собрались возле обезьянки. Вера даёт ей горшок, Анфиса немедленно надевает его на голову и становится очень похожей на захватчика»), нахождение обезьянки в детском саду («Ваша Анфиса съела в туалете мыло, посадила всех на дерево, чуть не утонула в бассейне, изрезала штору и показала мышь»).

## Создатели
| автор сценария                     | Эдуард Успенский                         |
| режиссёр и художник-мультипликатор | Валерий Фомин                            |
| оператор                           | Вячеслав Сумин                           |
| композитор                         | Григорий Гладков                         |
| текст читает                       | Олег Басилашвили                         |
| звукооператор                      | Лилия Винокур                            |
| куклы и декорации выполнили        | Нелли Малюкова, Елена Тедер, Юрий Ушаков |
| монтажёр                           | Раиса Шамрай                             |
| редактор                           | И. Богуславский                          |
| директор картины                   | Валентина Хижнякова                      |

## Песни
В мультфильме звучат песни Григория Гладкова на слова Эдуарда Успенского «Обезьянка Анфиска» и «Что всего нужнее детям», также в данном мультфильме можно услышать мелодию «Морской песенки» Григория Гладкова (Один моряк покинув порт…).

## Видеоиздания
Мультфильм неоднократно издавался на DVD в сборниках мультфильмов: «Про Веру и Анфису»..

## О мультфильме
«…За серию фильмов о Евлампии Валерий Иванович получил Государственную премию России. До этого Фомин, аниматор-самоучка, не имел никаких наград и званий, зато его картины „Бурёнушка“, „Сказка про Комара Комаровича“, „Травяная западенка“, „Про Веру и Анфису“ знали все советские дети».— Аниматор.ру